# Mircea-Titus Dobre
Mircea-Titus Dobre (n. 20 decembrie 1978, Constanța, România) este un fost deputat român, ales în 2012 din partea Partidului Social Democrat (PSD).
A fost ministru al turismului în guvernele Grindeanu și Tudose. După ce acesta din urmă a demisionat în ianuarie 2018, în luna mai Dobre a demisionat din PSD și a trecut la PPR.